# Karim Bangoura
Karim Bangoura fue un diplomático guineano.
Nacido en una prominente familia de Sosso. 
- El 25 de junio de 1949 fue con Nabi Youla Cofundador del Comité de Rénovation de la Basse-Guinée un adversario de la Democratic Party of Guinea – African Democratic Rally.
- Fue candidato parlamentario del 17 de junio de 1951.
- Fue miembro del Gran Consejo de África Occidental Francesa en Dakar.
- Hasta 1958 fue como miembro del Bloc africain de Guinée (BAG),, representante en el Conseil de l'Unión Francesa en Francia.
- Invitado por Ismael Touré, en febrero de 1964, a unirse a él para formar un equipo para expulsar del poder Sekou Touré
- Fue un experto adminstrator y diplomático, se desempeñó como director de la Guinean Press Agency.

Del 15 de febrero de 1963/21 de febrero de 1963 al 06 de mayo de 1969a fue embajador en Washington D. C.
Del 06 de mayo de 1969 a 1971 a fue ministro de transporte y minería. 
- En 1971 fue detenido en Conakri, acusado de participar en la preparación de la Operación Mar Verde y ejecutado en el año siguiente.[1]